# Perfeição
Perfeição caracteriza um ser ideal que reúne todas as qualidades e não tem nenhum defeito, e designa uma circunstância que não possa ser melhorada.
Historicamente o termo perpassa pelo conceito de entelecheia (enteles, completo, telos, fim, propósito e echein, ter) cunhado por Aristóteles, sendo um trabalho ativo para a realização de um alvo, intrínseca à mesma coisa. Mas é também esse alvo, esse estágio em que a organização alcançou todas suas potentialidades, e consequentemente, alcançou a perfeição.
O conceito moderno de perfeição se origina do movimento idealista do século XVIII,  e está estreitamente ligado à noção de progresso. Em Kant e seus antecessores, Christian Wolff e Alexander Gottlieb Baumgarten perfeição é uma noção de ontologia: completude como sendo uma reunião de todas as disposições sujeitas a uma unidade harmoniosa, ou ordem. O perfeito é um 'completo', um manancial de ações potenciais. Por outro lado, a perfeição é uma ideia, uma condição que não é alcançada, mas deve necessariamente ser almejada - esta é a ética do homem.